# Kosatschi Laheri (Cherson)
Kosatschi Laheri (ukrainisch Козачі Лагері; russisch Казачьи Лагери Kasatschji Lageri) ist ein Dorf in der ukrainischen Oblast Cherson mit etwa 3700 Einwohnern (2001).
Kosatschi Laheri liegt am Ufer der Konka, dem östlichen Mündungsarm des Dnepr 28 km nordöstlich vom ehemaligen Rajonzentrum Oleschky und etwa 40 km östlich vom Oblastzentrum Cherson. Südlich der Ortschaft verläuft die Fernstraße M 16.

## Geschichte
Die um 1785 von geflüchteten Leibeigenen aus der rechtsufrigen Ukraine und ehemaligen Kosaken gegründete Ortschaft erhielt ihren Namen auf Grund eines provisorischen Lagers der Donkosaken im Jahr 1783 auf dem Gebiet des Dorfes. 1799 lebten 334 Männer und eine unbekannte Anzahl an Frauen in Kosatschi Laheri. 1822 lebten 1393, 1897 mehr als 4000 und 1924 3584 Bewohner im Dorf. Vom 11. September 1941 bis zum 4. November 1943 war die Ortschaft von der Wehrmacht besetzt.
Am 12. Juni 2020 wurde das Dorf ein Teil der Stadtgemeinde Oleschky; bis dahin bildete es zusammen mit dem Dorf Krynky (Кринки) die Landratsgemeinde Kosatschi Laheri (Козаче-Лагерська сільська рада/Kosatsche-Laherska silska rada) im Norden des Rajons Oleschky.
Seit dem 17. Juli 2020 ist es ein Teil des Rajons Cherson.